# Styrenheter för datorspel

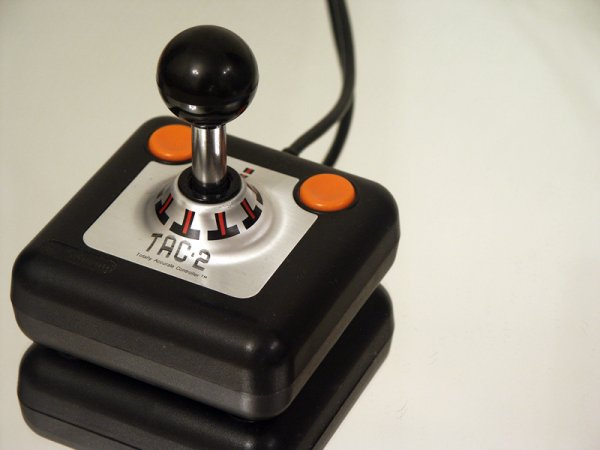
Joystick, en form av styrenhet för datorspel.

Styrenheter för datorspel förekommer i många varianter, gemensamt för dem alla är att de är tänkta att ge användaren en möjlighet att kunna styra och/eller delta i spelandet av ett datorspel.
Datorspel styrs vanligtvis med hjälp av tangentbord, mus eller styrspak (joystick). Under det tidiga 1980-talet dominerade den digitala styrspaken (TAC-2, Quickshot), styrspaken förfinades med tiden och övergick till att vara analog. Idag styrs dock de flesta spelen avsedda att användas på en persondator med mus och tangentbord.
De flesta TV-spelen styrdes till en början med en enklare form av handkontroll (även kallad gamepad), handkontrollen blev med tiden allt mer avancerad då antalet knappar på den ökade för varje ny generation av TV-spel. De flesta handkontroller har idag utrustats med små miniatyrer av analoga styrspakar. Andra typer av populära styrenheter är ratt, ljuspistol, mikrofon, dansmatta och videokamera för datorspel.
Mindre vanliga eller bortglömda styrenheter är paddles, ljuspenna, bongotrummor, maracas, fiskespö och motionscykel.